# 伊斯梅爾帕夏

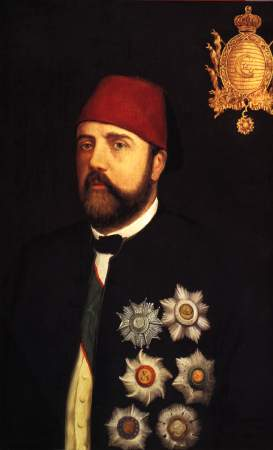
伊斯梅爾帕夏

伊斯梅爾帕夏（阿拉伯语：‎；1830年12月31日—1895年3月2日）是埃及穆罕默德·阿里王朝（名义上是奥斯曼帝国埃及省）的瓦利和赫迪夫，1863年即位，1879年在英國的压力下被帝国苏丹廢黜。他在位時致力現代化埃及和蘇丹，同時也讓國家負債累累。他的理念可見於1879年所說的一句話：「我的國家不會再在非洲長存，我們已經是歐洲的一部分。我們得放棄以前的做法，並採納適應社會狀況的新制度。」

## 家族
伊斯梅爾具有阿爾巴尼亞人血統，出生於開羅穆薩菲爾卡那宮（Al Musafir Khana Palace），是易卜拉欣帕夏的次子、穆罕默德·阿里的孫兒，母親名為霍希亞爾，是易卜拉欣的第三任妻子。據傳霍希亞爾是蘇丹皇太后派蒂芙妮耶爾（Pertevniyal）的親姊妹，派蒂芙妮耶爾是鄂圖曼帝國蘇丹馬哈茂德二世的妻子、阿卜杜勒-阿齊茲一世的母親。

## 青年時期
伊斯梅爾在巴黎接受歐式教育，並參加陸軍參謀學院。返國後，他的哥哥逝世，他就成為叔叔、埃及和蘇丹瓦利塞伊德一世的後繼者。塞伊德一世為了自身安全著想，儘量不讓伊斯邁爾留在身邊，讓伊斯邁爾在海外執行任務，伊斯邁爾輾轉於教宗、拿破崙三世及奧斯曼帝國蘇丹旗下效力。1861年，伊斯邁爾率軍一萬八千人平定於蘇丹發生的叛亂。

## 埃及赫迪夫
塞伊德一世逝世後，伊斯梅爾在1863年1月19日宣佈成為瓦利。與自祖父穆罕默德·阿里以來的埃及統治者一樣，伊斯梅爾繼承了赫迪夫的稱號，鄂圖曼帝國的樸特並未予以承認。1867年，伊斯梅爾成功游說阿卜杜勒-阿齊茲一世頒佈費明（Firman，勒令），承認赫迪夫以換取更多的貢品。另一個費明轉變了繼承辦法，由兄弟繼承轉為子裔繼承。1873年的費明確立了埃及獨立於樸特。

### 改革
伊斯梅爾開始了規模與其祖父相約的內部改革，改造關稅制度及郵政、刺激商業發展、創立制糖工業、興建皇宮。他又大大地發展開羅，在開羅西端模仿巴黎建造一座全新的城市，又改良亞歷山大港。他開展了浩大的鐵路工程，使埃及和蘇丹從原本的無鐵路成為世界上可居地鐵路覆蓋率最高的地區。

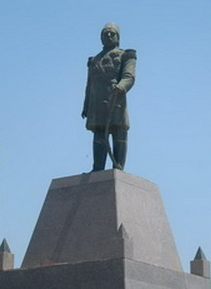
埃及亞歷山大港的伊斯邁爾的雕像

其中一個最重要的成就是在1866年11月設立了代議議會。雖然這只是一個諮詢機構，議員卻對政府事務產生了重要的影響。來自鄉郊的村長可對鄉郊及中央政府運用政府及經濟影響力。1876年，議會成功說服伊斯梅爾復行法律，該法允許地主及享有稅務優惠的人預繳六年的地稅。
伊斯梅爾試圖減少奴隸買賣及延伸埃及在非洲的統治。1874年，他吞併了達爾富爾，但在1876年3月戰敗，未能進軍埃塞俄比亞。

### 與埃塞俄比亞的戰爭
伊斯梅爾希望將他的領土延展到整個尼羅河流域以至其源頭及整個非洲紅海海岸。有傳言指這些地區豐富的資源及肥沃的土地促成伊斯邁爾的擴張政策，其擴張政策的矛頭直指約翰尼斯四世統治的埃塞俄比亞。1865年，奧斯曼帝國將哈貝希（Habesh，包括馬薩瓦及薩瓦金）割讓給伊斯梅爾。哈貝希與埃塞俄比亞接壤，原本只是一塊長條形的海岸地區，隨後向屬於埃塞俄比亞統治者的內陸擴張。伊斯梅爾在佔領了原本屬於鄂圖曼帝國的哈貝希省後，開展了一些新的經濟方案，如巴卡的大型棉花種植場。1872年，新成立的「東蘇丹及紅海海岸省」統治者沃納·穆辛格帕夏吞併了波哥斯（包括科倫）。1875年10月，伊斯梅爾的軍隊攻佔哈馬森高原，這地區以往是埃塞俄比亞的附庸。11月，這支軍隊在根德特戰役全軍覆沒。1876年，伊斯邁爾的軍隊在古拉（Gura'）再次被約翰尼斯四世的軍隊擊敗。伊斯梅爾的兒子哈桑被俘，在交納大量贖金後才被釋放。之後這地區陷入冷戰，1884年簽署停戰協定才結束，波哥斯地區須交還埃塞俄比亞。不久後，紅海海岸省被意大利人佔領，成為厄立特里亞殖民地的基礎。

### 蘇伊士運河

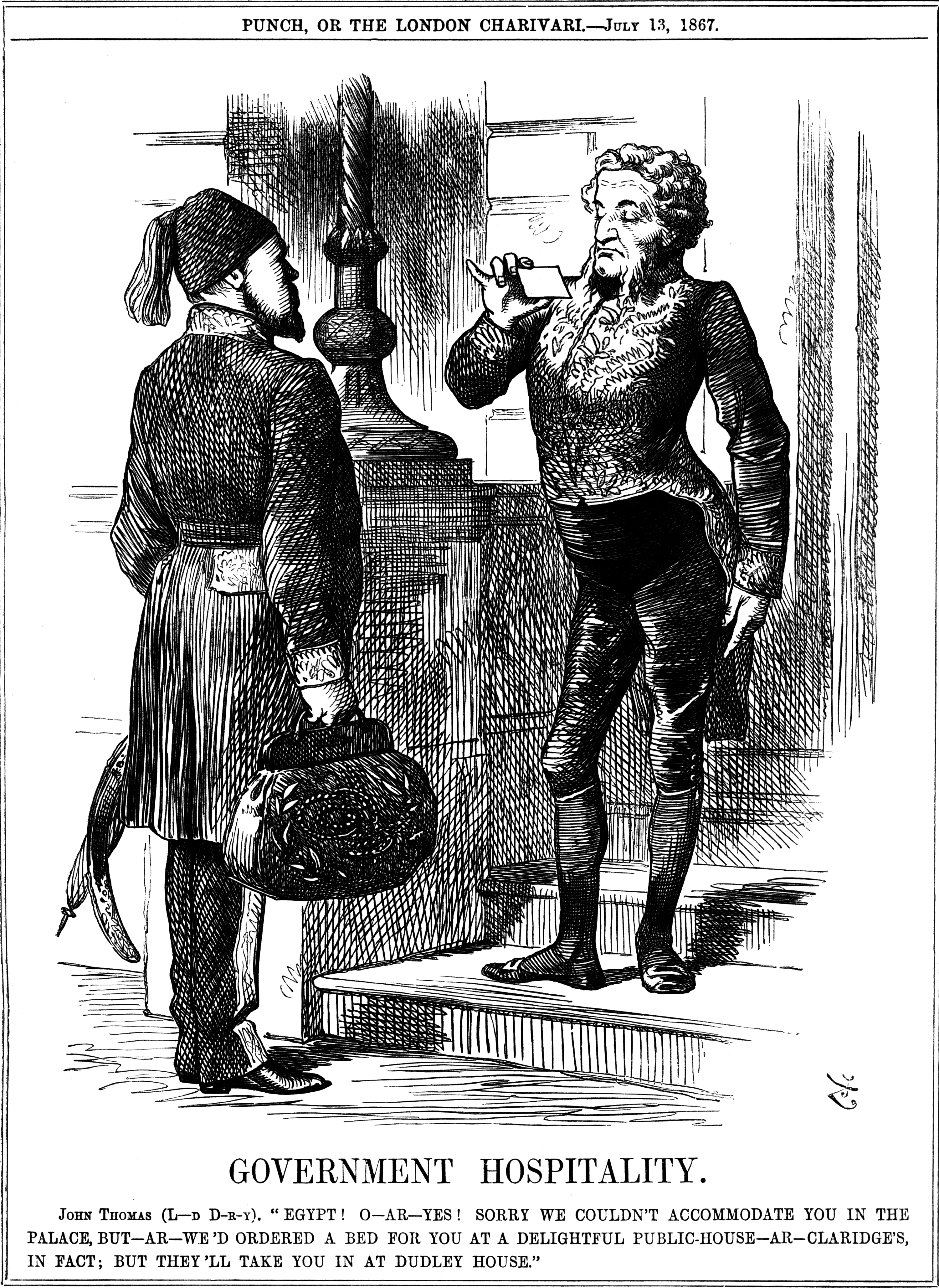
《笨拙》的漫畫顯示伊斯邁爾於1867年到訪英國

伊斯梅爾與蘇伊士運河的關係緊密，他意識到埃及的位置對於蘇伊士運河的建造舉足輕重。他登位後拒絕承認塞伊德一世與蘇伊士運河公司達成的，不僅允許修建和營運運河，还在兩岸土地擁有某些權利的共識。這可追溯至拿玻崙三世作出的裁定，他要求埃及須向蘇伊士運河公司支付三百八十萬英鎊，作為該公司將來可能會因轉變而損失的賠償，而伊斯梅爾則堅持只給予原本的補助。之後，伊斯梅爾用盡一切辦法爭取在國際及公眾面前露面。1867年，他訪問倫敦及巴黎，受到維多利亞女王的接見及倫敦市長的歡迎。在英國，他又與鄂圖曼帝國蘇丹一同參與海上閱兵。1869年，他再度到訪英國。運河正式開啟時，伊斯梅爾舉行了空前的慶典，邀請世界各地的權貴出席。苏伊士运河地区的中心城市伊斯梅利亚即以他的名字命名。

### 國債
與埃塞俄比亞的戰事使埃及陷入債務泥沼，歐洲勢力常以此為理由迫使伊斯梅爾讓步。其中一個最令埃及人不能接受的是混合法庭制度，歐洲人由他們國家的法官主審。金融危機的降臨使國債高達一億英鎊（他上任之初，國債為三百萬英鎊），伊斯梅爾以更高的利息借貸以償還債務，因而造成這種局面，債權人開始憂慮。國際法庭作出裁定，伊斯梅爾不能再借貸，他唯有出售蘇伊士運河的股份予英國政府，價值£3,976,582，外國亦開始介入。
1875年12月，英國政府派遣史提芬·凱夫（Stephen Cave）調查埃及的財政狀況。1876年4月，他的報告指埃及揮霍無度，外國勢力須介入。10月，喬治·戈申作出進一步調查，結果造成英國及法國對埃及財政和政府的控制。由艾弗林·巴林（Evelyn Baring）組成的調查委員會於1878年將伊斯梅爾的資產收歸國有，並收受憲法主權授予的職位，以英國人查理斯·里弗斯·威爾遜（Charles Rivers Wilson）為埃及財政大臣，法國人布里尼葉為公共工程大臣。

## 阿拉比起義及流亡

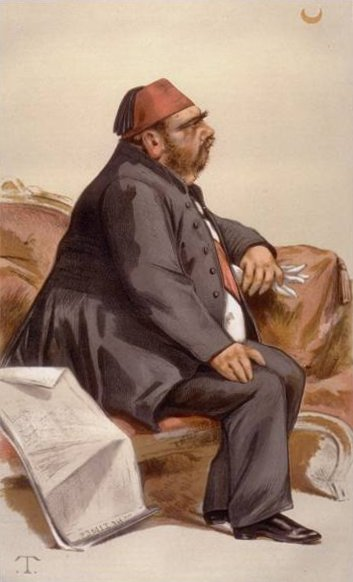
西奧博爾德·查祥於1871年諷刺伊斯梅爾所畫的畫

埃及人不能接受外國人操控國家，於是在軍官艾哈邁德·阿拉比的旗下團結起來。阿拉比起義摧殘了埃及。伊斯梅爾也希望能擺脫歐洲勢力的控制，並沒有大力打壓阿拉比，相反還解散了政府。這引起大英帝國及法國的高度重視，於1879年5月要求讓英國及法國大臣復職。由於國家大部分地區已落入阿拉比手中，加上伊斯邁爾也不願意這樣做，伊斯梅爾沒有答應所求。英國及法國遂向鄂圖曼帝國蘇丹阿卜杜勒·哈米德二世施壓，以圖廢黜伊斯梅爾帕夏。6月26日，伊斯梅爾·帕夏被廢黜，由較為溫和、伊斯梅爾的兒子陶菲克帕夏出任新一任赫迪夫。伊斯梅爾離開埃及，流亡到那不勒斯，後來阿卜杜勒·哈米德二世允許他在伊斯坦堡博斯普魯斯海峽邊上的埃米爾甘宮隱居，直至逝世，遺體葬在開羅。

## 榮譽
- 鄂圖曼帝國光榮勳章
- 比利時萊奧波德中正勳章（1862年）
- 貴族勳章，鄂圖曼帝國特權階級（1863年）
- 鄂圖曼勳章，鄂圖曼帝國特權階級（1863年）
- 挪威瑞典聯合寶劍大十字勳章（1866年）
- 巴斯勳位大十字勳章騎士（1866年）
- 荷蘭獅大十字勳章（1866年）
- 法國榮譽軍團大十字勳章（1867年）
- 印度之星爵級大司令（1868年）
- 意大利無上神聖天使報喜勳章騎士（1868年）
- 普魯士黑鷹勳章騎士（1868年）
- 普魯士紅鷹大十字勳章（1868年）
- 意大利聖莫里斯及拉撒路大十字勳章（1869年）
- 意大利皇冠勳章（1869年）
- 希臘救贖者大十字勳章（1869年）
- 奧地利萊奧波德大十字勳章（1869年）
- 名譽會員：巴伐利亞人文科學學會（1874年）
- 桑給巴爾一等景星勳章（1875年）

## 註腳
1. ↑  Arthur Goldschmidt. . Westview Press. 2004年: 第36頁. ISBN 0813338867 （英语）.
2. ↑  Richard G. Hovannisian. . Mazda Publishers. 2003年: 第154頁. ISBN 1568591519 （英语）.
3. ↑  埃及開羅穆薩菲爾卡那宮概覽[]
4. ↑  American Research Center in Egypt. . American Research Center in Egypt. 1975年: 第90頁 （英语）.
5. ↑  Hugh Chisholm. . At the University press. 1910年: 第875頁 （英语）.
6. ↑  Gaston Maspero、Archibald Henry Sayce、M. L. McClure. . The Grolier Society. 1904年: 第183頁 （英语）.
7. ↑  Donald J. Stocker、Jonathan A. Grant. . Greenwood Publishing Group. 2003年: 第6頁. ISBN 0275973395 （英语）.
8. ↑  John C. B. Richmond. . Taylor & Francis. 1977年: 第75頁. ISBN 0416856608 （英语）.
9. ↑  Evelyn Baring Cromer、Bryan Turner. . Routledge. 2000年: 第157頁. ISBN 041520903X （英语）.
10. ↑  Michael Dumper、Bruce E. Stanley、Janet L. Abu-Lughod. . ABC-CLIO. 2006年: 第111頁. ISBN 1576079198 （英语）.
11. ↑  Mark A. Tessler. . Indiana University Press. 1994年: 第102頁. ISBN 0253208734 （英语）.
12. ↑  Christina Phelps Harris. . Published for the Hoover Institution on War, Revolution, and Peace, Stanford, Calif. 1964年: 第30頁 （英语）.
13. ↑  Icon Group International, Inc. . Icon Group International, Inc. 2008年: 第306頁. ISBN 0546680658 （英语）.
14. ↑  R. S. O'Fahey. . Columbia University Press. 2008年: 第261頁. ISBN 0231700385 （英语）.
15. ↑  John E. Flint、 J. D. Fage、Roland Anthony Oliver. . Cambridge University Press. 1977年: 第93頁. ISBN 0521207010 （英语）.
16. ↑  Saheed A. Adejumobi. . Greenwood Publishing Group. 2007: 第22頁. ISBN 0313322732 （英语）.
17. ↑  Margaret Susan Amherst、Mary Rothes Margaret Tyssen-Amherst Cecil Amherst. . Methuen & co. 1904年: 第315頁 （英语）.
18. ↑  Peter L. Hahn. . UNC Press. 1991年: 第8頁. ISBN 0807819425 （英语）.
19. ↑  F. Robert Hunter. . American Univ in Cairo Press. 1999年: 第181頁. ISBN 977424544X （英语）.
20. ↑  Dominic Green. . Free Press. 2007年: 第51頁. ISBN 0743280717 （英语）.
21. ↑  John C. B. Richmond. . Taylor & Francis. 1977年: 第105頁. ISBN 0416856608 （英语）.
22. ↑  Hans Busch. . Minneapolis: University of Minnesota Press. 1978年: 第6頁. ISBN 978-0-8166-0798-3 (hardcover); ISBN 978-0-8166-5715-5 (paperback) （英语）.
23. ↑  F. Robert Hunter. . American Univ in Cairo Press. 1999年: 第226頁. ISBN 977424544X （英语）.
24. ↑  .   [2009-06-03]. （原始内容存档于2020-08-02）.

| 伊斯梅爾帕夏 穆罕默德·阿里王朝出生于：1830年12月31日 | 伊斯梅爾帕夏 穆罕默德·阿里王朝出生于：1830年12月31日 | 伊斯梅爾帕夏 穆罕默德·阿里王朝出生于：1830年12月31日 |
| ---------------------------------------------------- | ---------------------------------------------------- | ---------------------------------------------------- |
| 前任者： 塞伊德一世                                  | 埃及和蘇丹瓦利 1863–1867                             | 被承認為赫迪夫                                       |
| 新頭銜 前為瓦利及自稱赫迪夫                          | 埃及和蘇丹赫迪夫 1867–1879                           | 繼任者： 陶菲克帕夏                                  |